# O Beijo da Morte (fotografia)

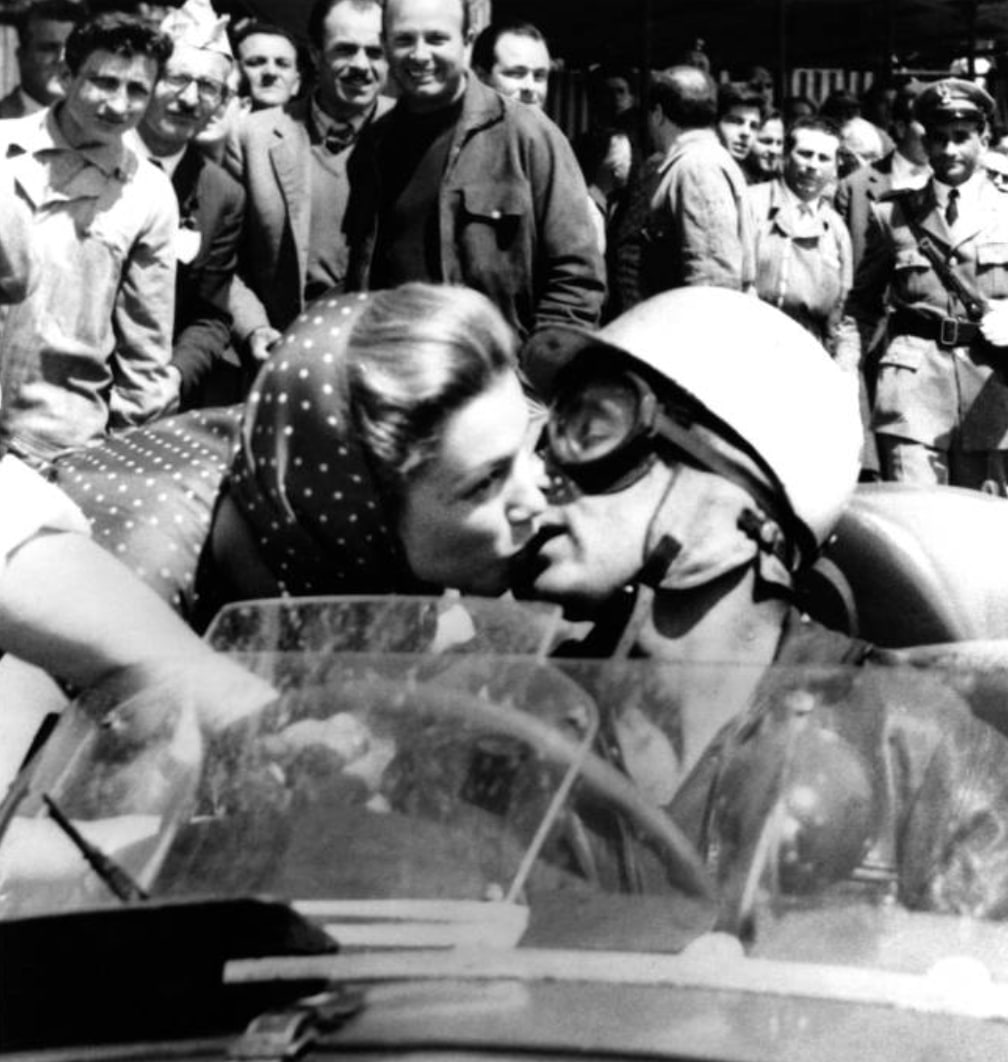
O Beijo da Morte, Cavriana, 12 de maio de 1957

O Beijo da Morte (em italiano: Il Bacio della Morte) é uma fotografia em preto e branco de um autor desconhecido, tirada em 12 de maio de 1957. Retrata o momento em que Linda Christian beija Alfonso de Portago em uma breve parada durante a corrida Mille Miglia de 1957, que aconteceu no norte da Itália. Portago morreu momentos depois, quando um de seus pneus estourou a 250 km/h próximo da localidade de Guidizzolo, em Cavriana. Ao longo dos anos, tornou-se uma das mais conhecidas fotografias de beijos e um símbolo de audácia e paixão jovem.
A fotografia mostra a atriz mexicana Linda Christian, usando um vestido pontilhado e um lenço na cabeça, inclinando-se para um breve beijo com o piloto espanhol de Fórmula 1 Alfonso de Portago, que está vestindo o traje típico de corrida dos anos 50; capacete branco, óculos de proteção e jaqueta de couro. Atrás do casal, uma multidão de espectadores pode ser vista observando com alegria, enquanto jornalistas imortalizam a cena com suas câmeras. A fotografia ganhou popularidade na Itália sob o título de Il Bacio della Morte (lit.  "O Beijo da Morte"), em referência à morte de Portago logo após a foto ser tirada. A revista Life também contribuiu para a fama da fotografia depois que ela foi publicada em sua edição de maio de 1957, com a legenda: "A morte finalmente leva um homem que a cortejou".
Em entrevistas posteriores, Linda Christian relembrou o momento quase como uma premonição:
| “ | Tive uma sensação estranha com aquele beijo. Estava frio e me fiz olhar por primeira vez para [Edmund] Nelson sentado atrás dele. Parecia como uma múmia, pálido, acinzentado, como se estivesse hipnotizado. Tinha os olhos de alguém que havia sofrido um choque enorme. | ” |

A fotografia faz parte do Arquivo Bettmann, armazenado nas instalações subterrâneas da Iron Mountain, uma antiga pedreira de calcário localizada a 67 metros abaixo do solo no oeste do estado da Pensilvânia, nos Estados Unidos.